# ギャローデット・エアクラフト
ギャローデット・エアクラフト (Gallaudet Aircraft Company) はアメリカの初期の航空機メーカーである。

## 概要
エドソン・ギャローデット（1870年-1945年）によって1908年にギャローデット・エンジニアリング (Gallaudet Engineering) が設立され、1917年にギャローデット・エアクラフト (Gallaudet Aircraft Company) に改名された。
エドソン・ギャローデットは、1898年に凧をつかった実験で翼をたわます方法を開発し、ライト兄弟の飛行機の設計にインスピレーションを与えたとされている。アメリカ海軍の水上機の製作、カーチスや、デイトン・ライト社の飛行機のライセンス生産を行った。
1912年に金属構造を使った飛行機、1922年に全金属製の飛行機を開発しているが、性能が悪かった。1923年にルーベン・フリート元少佐に買収されてコンソリデーテッド・エアクラフトになった。